# Chiamando Palmiro
Chiamando Palmiro (anche nota come Palmiro) è una webserie del 2009, distribuita su FlopTv, diretta, sceneggiata e interpretata da Maccio Capatonda.

## Trama
Di volta in volta Palmiro trovandosi in una situazione complicata e/o atipica riceve una telefonata che darà vita a una conversazione surreale e fatta di doppi sensi.

## Episodi
| Nº | Titolo                           |
| -- | -------------------------------- |
| 1  | Palmiro                          |
| 2  | Chiamando Palmiro                |
| 3  | Rosso o nero?                    |
| 4  | Si prega di spegnere i cellulari |
| 5  | Palmiro in fucsia                |